# Liocichla bugunorum
Liocichla bugunorum (лат.) — вид мелких воробьиных птиц из семейства кустарницевых (Leiothrichidae).

## Описание
Внешне это небольшая птица размером 22 см оливково-зелёного цвета с чёрной шапочкой на голове.
Впервые этот вид был замечен в 1995 году, а как новый вид описан в 2006 году орнитологом Ramana Athreya. Описание было сделано без поимки и коллекционирования типовых экземпляров, поскольку они были слишком немногочисленными, чтобы рисковать убивать их. Этот вид, как думают учёные, находится под угрозой полного исчезновения, так как известна только одна микропопуляция из 14 особей.

## Название
Видовое название дано по имени местного племени Bugun tribe (или Khowa), в лесах которого была совершена находка.

## Распространение
Обитает в лесах на высоте 2000 метров в заповедной зоне Eaglenest Wildlife Sanctuary в штате Аруначал-Прадеш (Индия) и, возможно, встречается в соседнем Бутане.